# カリストゥス2世 (ローマ教皇)
カリストゥス2世（Callixtus II, 1065年/1068年? - 1124年12月13日）は、ローマ教皇（在位：1119年 - 1124年）。ブルゴーニュ伯家の出身で、元の名はギー・ド・ヴィエンヌ（Guy de Vienne）。
1122年に神聖ローマ皇帝ハインリヒ5世との間でヴォルムス協約を結び、叙任権闘争の決着を図った。この協約の承認を求めて、カリストゥス2世が翌1123年に召集した第1ラテラン公会議は、第4コンスタンティノポリス公会議以来2世紀半ぶりに開催された公会議であり、また西方地域で開催された最初の公会議であった。

## 生涯

### 生い立ち
1050年、キンギー城にてブルゴーニュ伯ギヨーム1世の四男として生まれる。兄に伯位を継いだルノー2世とエティエンヌ1世、およびガリシア伯レーモン（カスティーリャ女王ウラカの夫で国王アルフォンソ7世の父）が、また、姉にサヴォイア伯ウンベルト2世の妃となったジゼル、妹にブルゴーニュ公ウード1世の妃となったマオー（シビーユ）がいる。イタリア王アルドゥイーノとも同族であった。また、姪（ジゼルの娘）アデル・ド・サヴォワはフランス王ルイ6世の妃となった。

### ヴィエンヌ大司教として
1088年、ギーはヴィエンヌ大司教となり、1111年に教皇パスカリス2世と神聖ローマ皇帝ハインリヒ5世により法王特使を受けた。これにより、彼はグレゴリウス改革によって主張されてきたグレゴリウス7世による特権を受けた。これらの特権は、1112年のラテラン教会会議内の、暴力反対の活動にも影響した。

### ローマ教皇として
ギーはハインリヒ5世により大司教をやめさせられた。ハインリヒ5世と教皇ゲラシウス2世との後継者をめぐる対立の中、カリストゥス2世はガエータへの亡命を余儀なくされた。その後、ハインリヒ5世との交渉のもと、ローマで宣言した抗議者からの支持を撤回し、教皇と皇帝がランスに近いムッソン城で会うことが合意された。枢機卿ではなかったヴィエンヌ大司教ギー・ド・ブルゴーニュ大司教は、1119年2月2日にクリュニーで選出され、9人の枢機卿が選挙に参加した。そしてその選挙で、ギーはローマ教皇に就任した。10月にはギーがランスで協議会を開き、フランス王ルイ6世が、自国のほとんどの貴族と、400人以上の司教、修道院長と共に出席した。ハインリヒ5世はムッソンでの個人的な会議のために到着したが、予想されていたように1人ではなく、3万人以上からなる軍隊を引き連れていた。ギーは、軍が不利な譲歩を行うため攻めてくるのを恐れ、ランスにしばらくとどまっていた。そして、イングランド王ヘンリー1世とノルマンディー公ロベール2世の兄弟間の和解に無駄骨を折った。また、評議会と連携して、聖職売買や、事務妾に対する懲戒規則や政令による対処が行われた。さらに1119年10月30日に、皇帝と対立教皇グレゴリウス8世への破門が解かれるべきであることが決定された。グレゴリウス8世が皇帝軍とイタリアの同盟国の支援を受けていた中、イタリアに帰ろうとした。しかしギーは、ストリの要塞に逃げていたため、ナポリ王国によって逮捕された。彼はサレルノにある刑務所に移送され、のちに釈放となった。皇帝の同盟国はその後、すぐに解散した。

### 「ユダヤ人について」
1120年ごろ、 Sicut Judaeis（ユダヤ人について）というギーの教皇勅書が、ユダヤ人の扱いに関する教皇の公式の立場を明らかにした。それは、5千人以上のユダヤ人がヨーロッパで虐殺された際に、第1回十字軍により求められたものだった。その内容は、破門の苦痛のせいで、ユダヤ人の財産を奪いとったりすることの禁止令や、祝祭の自由など、ユダヤ人を守ることを目的としており、ユダヤ人が「合法的自由を楽しむ」資格があるという教皇グレゴリウス1世やのちのアレクサンドル3世などの立場にも影響した。  

### ヴォルムス条約
ギーの勢力がイタリアで台頭してくる中、ギーはハインリヒ5世と奉仕の問題について、交渉を行うことが決められた。ハインリヒ5世は、ドイツで皇帝の権威が低下した論争に終止符を打つことを計画していた。そして、3つの枢機卿の大使館が、ギーにより、ドイツへ送られた。1121年10月、ヴュルツブルクにて、叙任闘争の和解のための交渉が始まり、やがて、ドイツは休戦宣言を下し、教会における財産の利用が自由になり、反乱が修復されることに同意することとなった。これらのことはドイツを通してギーにも伝わり、条約についての会議に、助手としてホノリウス2世が派遣され1122年9月23日に、ヴォルムス条約として知られている契約が締結した。この条約の結果、司教の選挙の皇帝の影響力が保たれることとなった。

### 第1ラテラン公会議
ヴォルムス条約が締結した後、カリストゥス2世は1123年3月18日に第1ラテラン公会議を開催した。この会議では、ヴォルムス条約が厳かに承認され、またいくつかの懲戒令が可決された。それは、聖職売買などについての取り締まりに関するものだった。

### 晩年
その後、カリストゥス2世はサンタ・マリア・イン・コスメディン教会の再建に尽力した。1124年12月13日、没した。